# Bikkuriman
Bikkuriman (яп. ビックリマン Биккуриман) — японский аниме-сериал, выпущенный студией Toei Animation на основе популярных тогда наклеек серии Bikkuriman, продававшихся по 30 иен, транслировался по телеканалу Asahi Broadcasting с 11 октября 1987 года по 2 апреля 1989 года. Также по мотивам сериала было создано множество сиквелов, последний из которых начал свою трансляцию с 1999 года. Сериал транслировался на территории Франции и Испании.

## Сюжет
Злой дьявол Тэнма насылает тьму на жителей небес, обращая их в камень и разрушая города. Правитель этого мира — супер-Зевс посылает своих подчинённых собрать 8 «вакамико», чтобы восстановить мир и равновесие.

## Роли озвучивали
- Такэси Кусао — Феникс
- Цутому Касивакура — Тики

###### Мэгуми Урава—Асука
- Вакана Ямадзаки — Амуру
- Кумико Нисихара — Маленький Минос
- Масааки Окура — Андо Рококо
- Такко Исимори — Супер Зевс
- Дайсукэ Гори — Супер Дьявол
- Эми Синохара — Меха-черепаха
- Хиротака Судзуоки — Асутаранэму
- Койти Хасимото — Роккинг
- Рицуо Сава — Сарл/Тангарас